# La Rivière-du-Nord
La Rivière-du-Nord – regionalna gmina hrabstwa (MRC) w regionie administracyjnym Laurentides prowincji Quebec, w Kanadzie. Stolicą jest miasto Saint-Jérôme. Składa się z 5 gmin: 2 miast, 1 gminy i 2 parafii.
La Rivière-du-Nord ma 115 165 mieszkańców. Język francuski jest językiem ojczystym dla 95,8%, angielski dla 2,1% mieszkańców (2011).